# Alfred Dick
Alfred Dick, noto in Italia anche come Alfredo Dick (Yverdon-les-Bains, 12 aprile 1865 – Torino, 10 agosto 1909), è stato un dirigente sportivo e imprenditore svizzero, dapprima presidente della Juventus e poi fondatore del Torino.

## Biografia
Nato in Svizzera e trasferitosi molto presto a Torino, fu amministratore di un'azienda di pelli e calzature nonché un imprenditore dalle idee moderne, ma dal carattere difficile e dal comportamento umorale. Dick fu presidente della Juventus dal 1905 al 1906, periodo in cui diede alla squadra torinese una vera e solida struttura organizzativa, tesserando i primi stranieri e consentendo ai calciatori bianconeri di giocare su un campo vero, quello del velodromo Umberto I, tutt'altra cosa rispetto all'inadeguato terreno di piazza d'armi fin lì calcato. Durante la sua presidenza la formazione piemontese conquistò nel 1905 il suo primo titolo nazionale.
L'anno seguente, il 1906, quando giunse il momento di votare per il rinnovo della presidenza, Dick venne estromesso dal consiglio direttivo bianconero; in conseguenza di ciò nonché della svolta verso il professionismo non voluta dalla maggior parte dei soci, lasciò il sodalizio juventino. Seguito in questo gesto da un gruppo di dissidenti, si avvicinò quindi ai concittadini della Torinese con cui, unendo le forze, fondò nello stesso anno il nuovo Torino.
Dick morì suicida sparandosi a una tempia, all'età di 44 anni, nell'agosto del 1909.